# Liste der Nationalparks in Brasilien
In Brasilien gibt es 73 Nationalparks (Parques Nacionais). Schutzgebiete ähnlichen Charakters gibt es unter dem Namen Estação Ecológica. Regional gegründete Schutzgebiete gibt es auch auf der Ebene der Bundesstaaten (Parques Estaduais) und auf Gemeindeebene. Der Einfachheit halber werden auch einige bedeutendere dieser Gebiete unter Nationalparks in Brasilien subsumiert.
Diese und weitere Schutzgebiete fallen unter das SNUC (Sistema Nacional de Unidades de Conservação). Sie umfassen schutzwürdige Flächen, die von ökologischem, wissenschaftlichem, touristischem und edukativem Interesse sind. Noch nicht alle Flächen sind in staatlichem Besitz, oft ist es aus Personalmangel nicht möglich die Gebiete vor zerstörerischen Eingriffen zu schützen.
Die nach Region und Bundesstaat geordnete Übersicht enthält Nationalparks und andere Schutzgebiete in Brasilien.

## Norden

### Rondônia
Nationalparks:
- Nationalpark Pacaás Novos seit 21. September 1979, 7.658,01 km², bei Porto Velho
- Nationalpark Serra da Cutia seit 1. August 2001, 2.849,1 km², bei Guajará-Mirim

Weitere Schutzgebiete:
- Cuniã seit 27. September 2001, 532,21 km², bei Porto Velho

### Acre

Rot: Sierra del Divisor, Peru
Grün: Sierra do Divisor, Brasilien

Nationalpark:
Zwei gleichnamige in einander übergehende Nationalparks, getrennt durch die peruanisch-brasilianische Grenze
- Peru: Nationalpark Sierra del Divisor (Parque nacional Sierra del Divisor) seit 8. November 2015, 13.545 km², im Departamento Ucayali sowie Departamento Loreto
- Acre: Nationalpark Serra do Divisor (Parque Nacional da Serra do Divisor) seit 16. Juni 1989, 8430 km², bei Cruzeiro do Sul

Weitere Schutzgebiete:
- Schutzgebiet Rio Acre seit 2. Juni 1981, 775 km², bei Assis Brasil

### Roraima
Nationalparks:

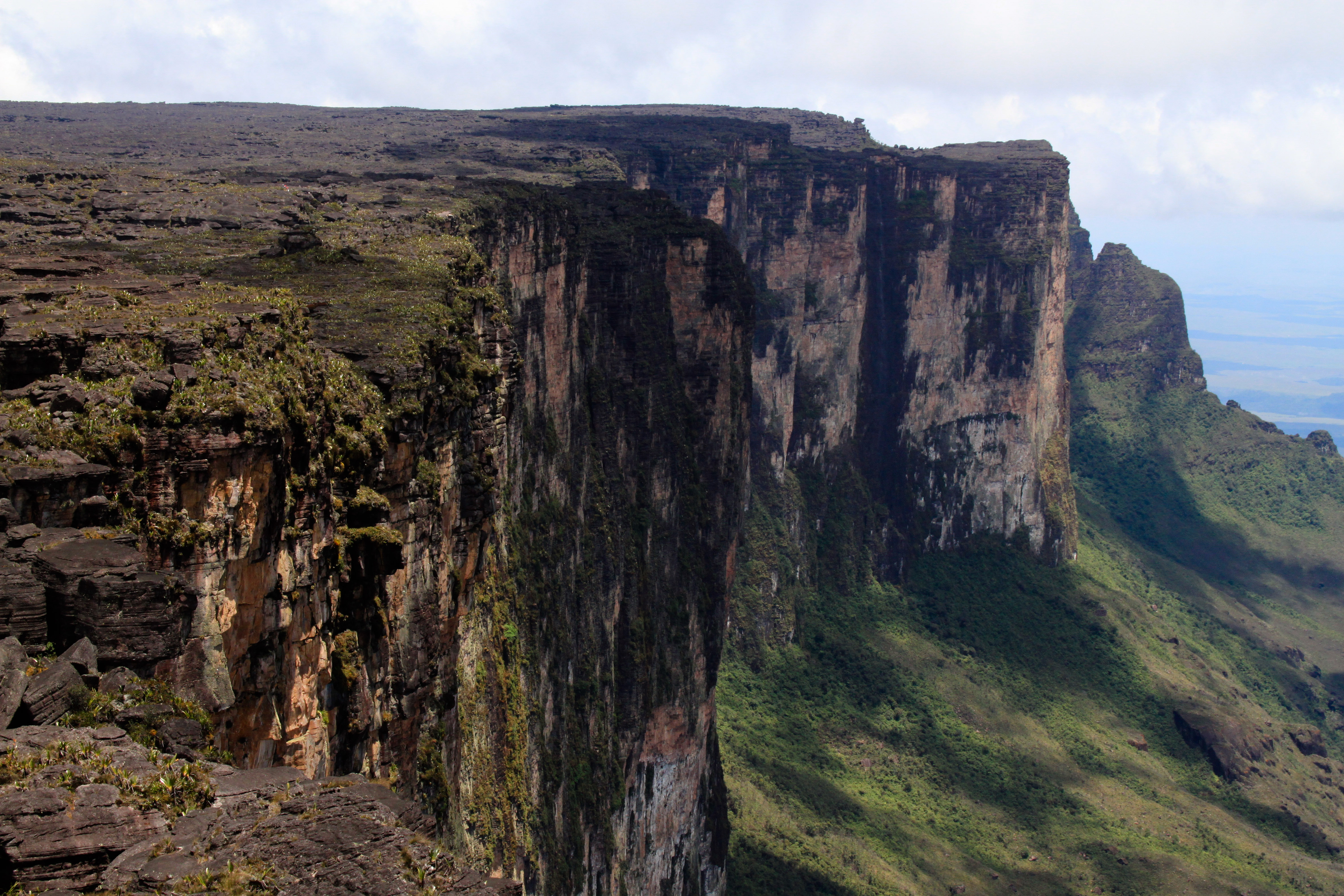
Felswand des Roraima-Tepui

- Monte Roraima seit 28. Juni 1989, 1.160 km², bei Pacaraíma
- Nationalpark Viruá seit 29. April 1998, 2.159,17 km², bei Caracaraí
- Serra da Mocidade seit 29. April 1998, 805,6 km², bei Caracaraí

Weitere Schutzgebiete:
- Caracaraí seit 31. August 1982, 805,6 km², bei Caracaraí
- Níquia seit 6. März 1985, 2 860 km², bei Caracaraí
- Ilha Maracá seit 2. Juni 1981, 1 013,12 km², bei Boa Vista

### Amazonas
Nationalparks:
- Nationalpark Jaú seit 24. September 1980, 22.720 km², bei Barcelos (Amazonas)
- Pico da Neblina seit 6. Mai 1979, 2.200 km², bei São Gabriel da Cachoeira

Weitere Schutzgebiete:
- Nhamundá seit 9. März 1990, 1 959 km², bei Parintins
- Schutzgebiet Rio Negro seit 2. April 1995, 4 360,42 km², bei Novo Airão
- Serra do Araça seit 9. März 1990, 18 187 km², bei Barcelos (Amazonas)
- Mamirauá seit 9. März 1990, 11 240 km²
- Caverna do Maroaga seit 9. März 1990, 2 562 km², am Balbina-Stausee
- Lago Ayapuá seit 9. März 1990, 6 100 km², am Rio Purus
- Anavilhanas seit 2. Juni 1981, 3 500,18 km², zwischen Novo Airão und Manaus
- Juami-Japurá seit 3. Juni 1985, 8 703 km², bei Japurá
- Jutaí-Solimões seit 21. Juli 1983, 2 881,87 km², bei Santo Antônio do Içá

### Amazonas / Pará
Nationalpark:
- Nationalpark Amazônia seit 19. Februar 1974, 9.940 km², bei Itaituba

### Amazonas / Mato Grosso
Nationalpark:
- Nationalpark Juruena seit 5. Juni 2006, 19.570 km², bei Apiacás und Apui

### Amapá
Nationalpark:
- Cabo Orange seit 15. Juli 1980, 6.190 km², bei Oiapoque und Calçoene

Weitere Schutzgebiete:
- Maracá-Jipioca seit 2. Juni 1981, 720 km², Insel vor Amapá (Stadt)

### Amapá / Pará
Nationalpark:
- Nationalpark Tumucumaque seit 31. Dezember 2002, 38.821,21 km², zwischen Serra do Navio, Oiapoque und Calçoene

Weiteres Schutzgebiet:
- Schutzgebiet Jari seit 12. April 1982, 2 271,26 km², bei Monte Dourado

### Pará
Nationalparks:
- Serra do Pardo seit 17. Februar 2005, 4.473,43 km², bei Altamira und São Félix do Xingu
- Nationalpark Rio Novo seit 13. Februar 2006, bei Itaituba und Novo Progresso
- Nationalpark Jamanxim seit 13. Februar 2006, bei Itaituba und Trairão

Weitere Schutzgebiete:
- Serra dos Martírios/Andorinhas seit 25. Juli 1996, 1,77 km², bei São Geraldo do Araguaia

### Tocantins
Nationalpark:
- Nationalpark Araguaia seit 31. Dezember 1959, 5.623,12 km², bei Macaúbas

Weitere Schutzgebiete:
- Cantão seit 1998, 890 km², am Rio Araguaia
- Jalapão 1 588,9 km², bei Mateiros
- Serra do Lajeado seit 11. Mai 2001, 99,31 km², bei Palmas
- Serra Geral do Tocantins seit 27. September 2001, 7 163,06 km², bei Ponte Alta do Tocantins

## Nordosten

### Maranhão
Nationalparks:

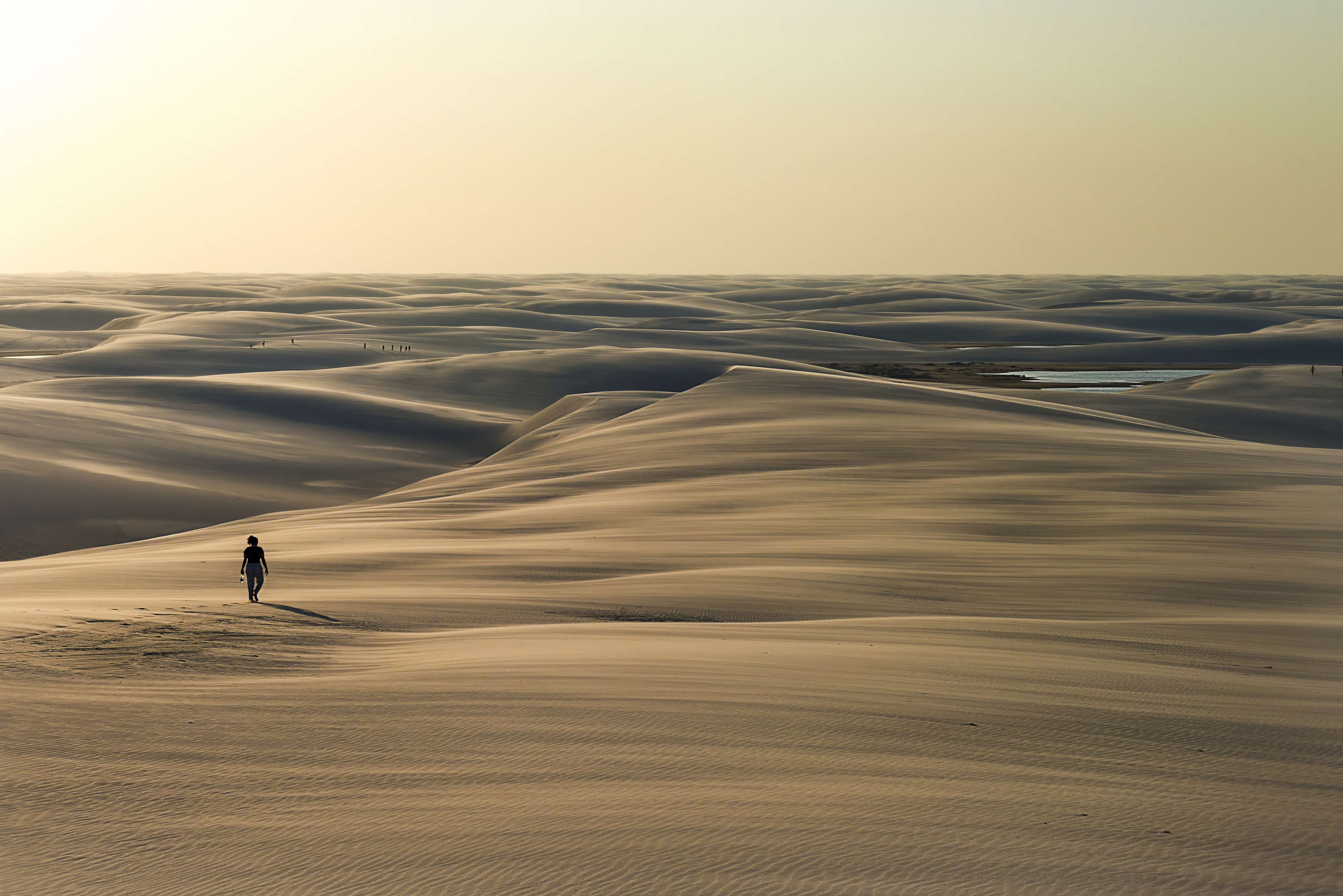
Lençóis Maranhenses

- Nationalpark Chapada das Mesas seit 12. Dezember 2005, 1.600,46 km², bei Carolina (Brasilien)
- Nationalpark Lençóis Maranhenses seit 2. Juni 1981, 1.550 km², bei Barreirinhas

Weitere Schutzgebiete:
- Parcel do Manuel Luís Meerespark seit 11. Juni 1991, 459,38 km²
- Mirador seit 4. Juni 1980, 5 000 km²
- Bacanga seit 2. März 1980, 30,75 km², bei São Luís

### Maranhão / Piauí / Bahia / Tocantins
Nationalpark:
- Nascentes do Rio Parnaíba seit 16. Juli 2002, 7.298 km², in der Chapada das Mangabeiras

### Piauí
Nationalparks:

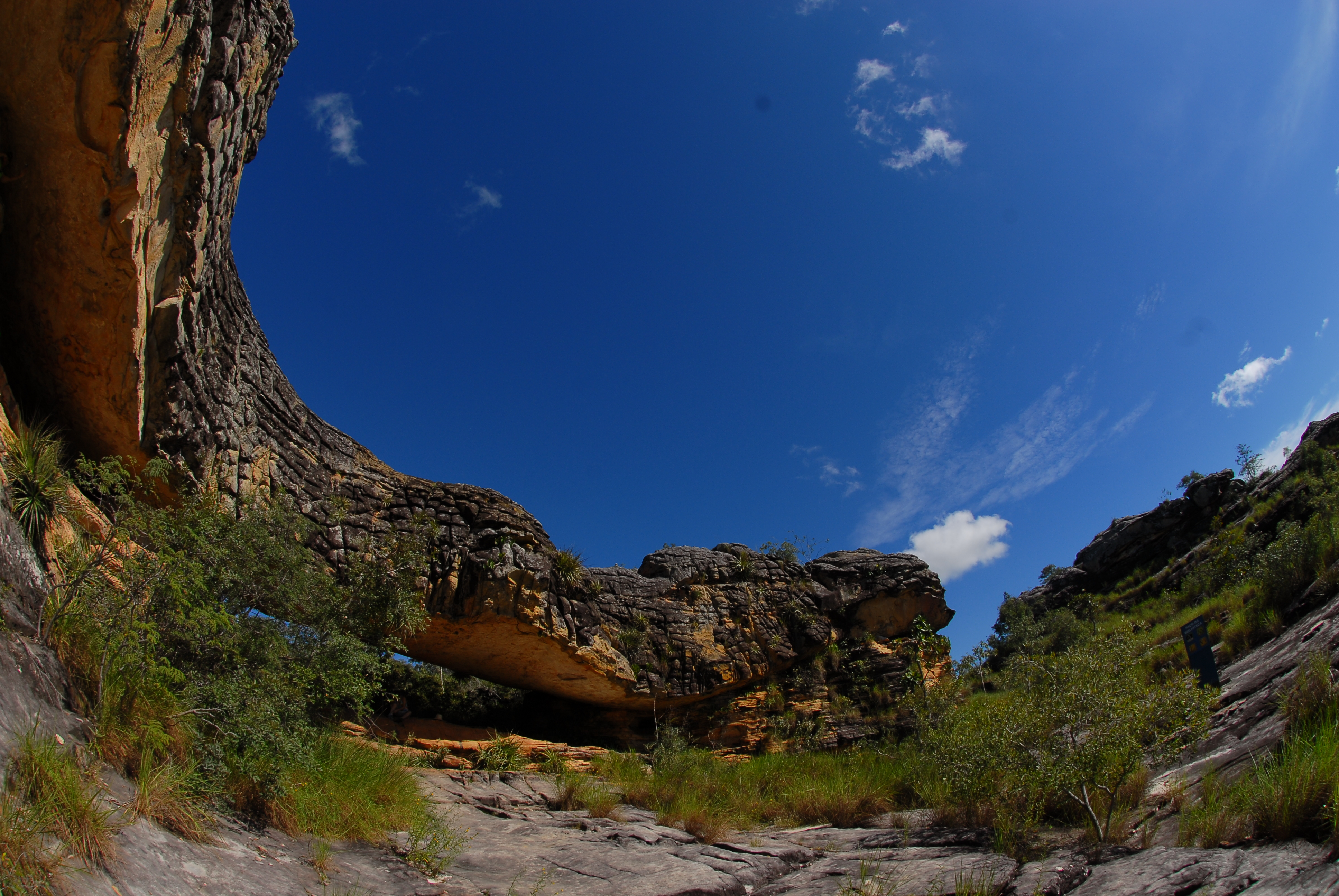
Felsformation im Parque Nacional de Sete Cidades

- Serra da Capivara seit 6. Mai 1979, 979,33 km², bei São Raimundo Nonato
- Serra das Confusões seit 2. Oktober 1998, 5.024,11 km², bei Guaribas
- Sete Cidades seit 6. August 1961, 62,21 km², bei Piripiri

Weitere Schutzgebiete:
- Uruçuí-Una seit 2. Juni 1981, 1 350 km², bei Bom Jesus

### Ceará
Nationalparks:

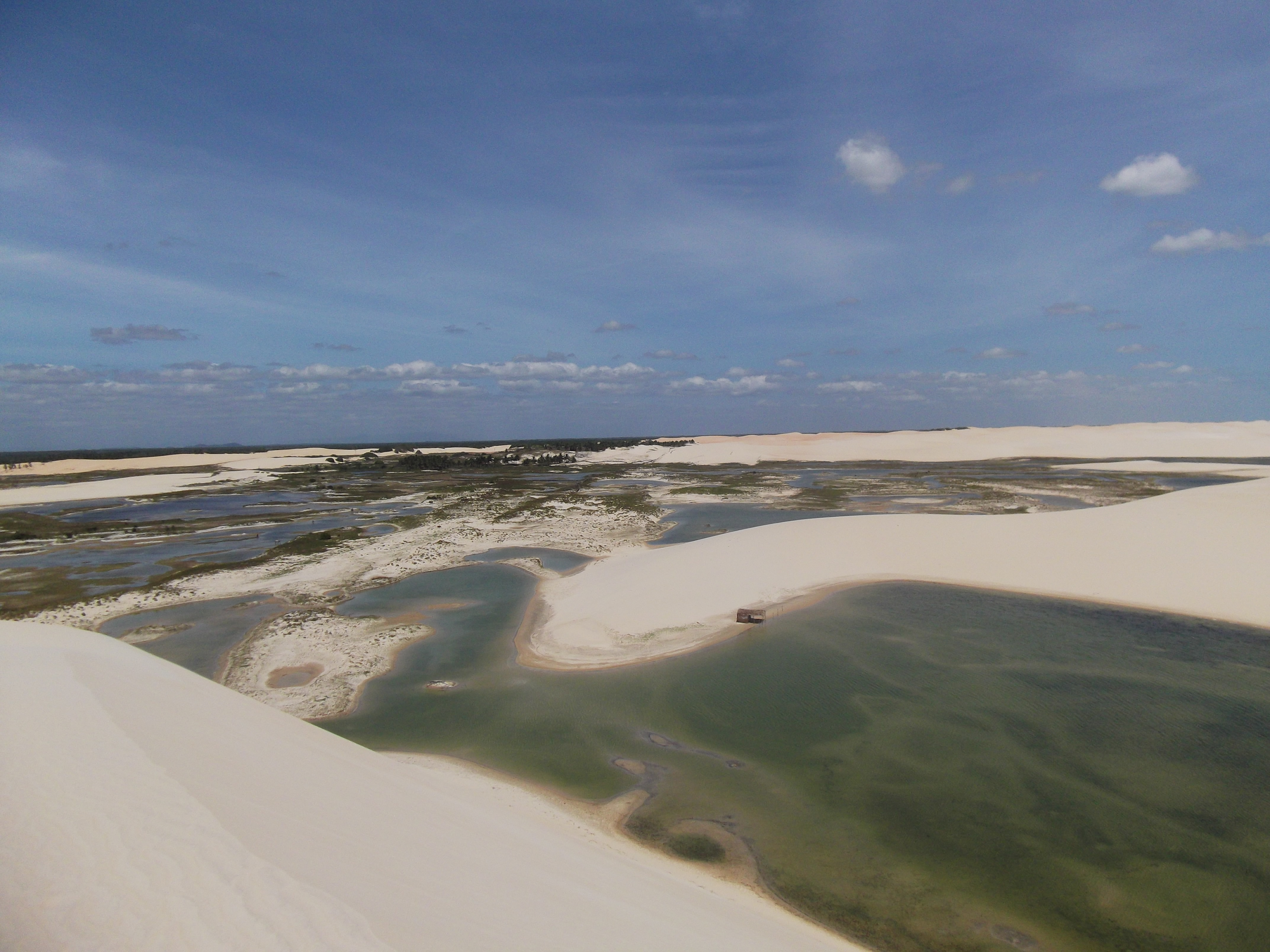
Dünen von Jericoacoara

- Nationalpark Jericoacoara seit 23. September 2002, 62,95 km², bei Jericoacoara
- Nationalpark Ubajara seit 30. April 1959, 5,63 km², bei Ubajara

Weitere Schutzgebiete:
- Pedra da Risca do Meio Meerespark seit 5. September 1997, 33,2 km², bei Fortaleza
- Aiuaba seit 6. Februar 2001, 115,25 km², bei Sertão dos Inhamuns
- Castanhão seit 27. September 2001, 125,79 km², zwischen Jaguaribara, Alto Santo und Iracema

### Rio Grande do Norte
Schutzgebiete:
- Seridó seit 31. Mai 1982, 11,63 km², bei Caicó
- Parque das Dunas (Staatspark) seit 22. November 1977, 11,72 km², in Natal

### Paraíba
Schutzgebiete:
- Pedra da Boca seit 7. Februar 2000, 1,56 km², zwischen Araruna und Passa e Fica
- Pico do Jabre seit 19. Oktober 1992, 50 km², zwischen Mauritéia und Mãe d’Água

### Pernambuco
Nationalparks:

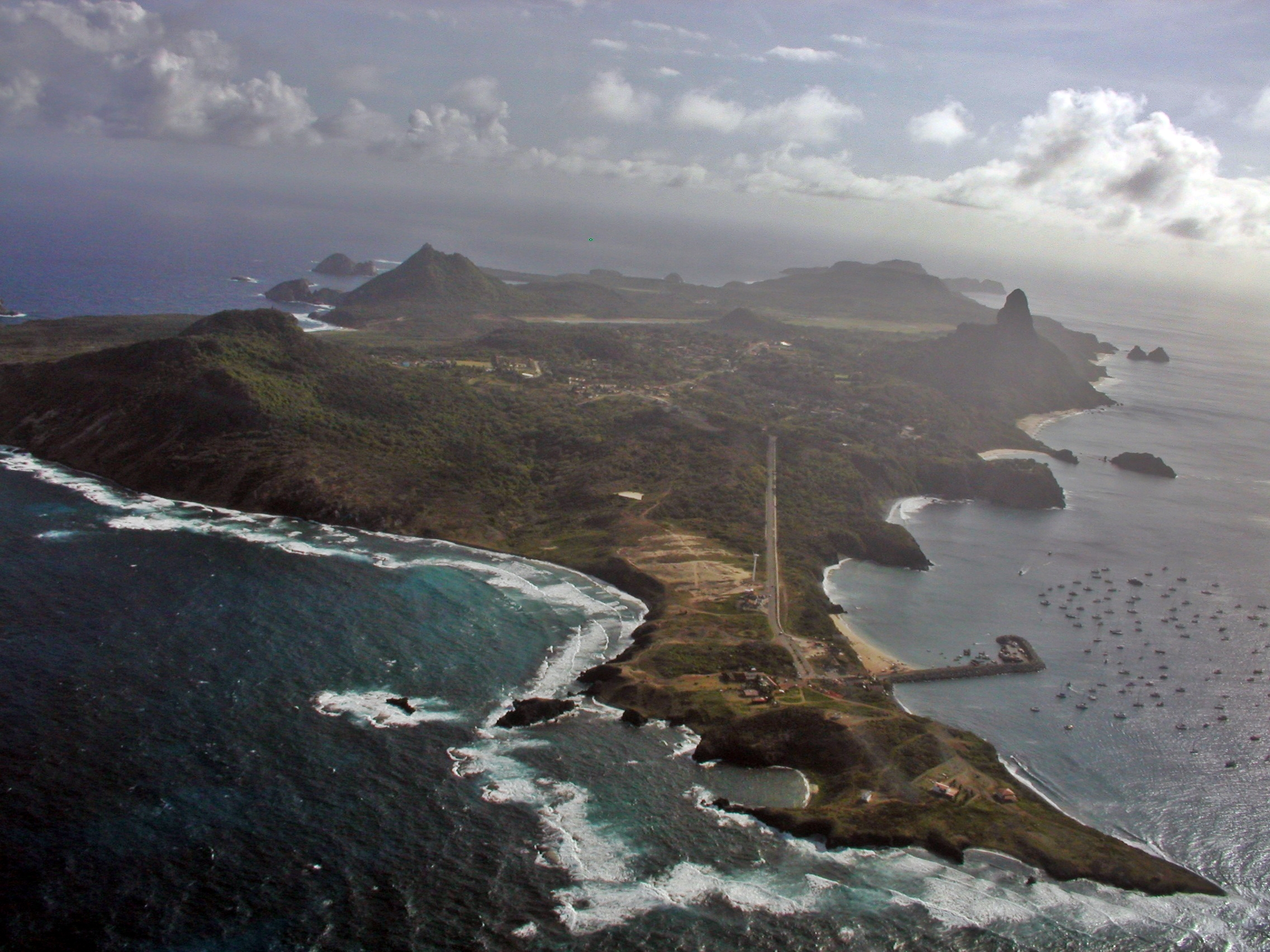
Fernando de Noronha

- Nationalpark Catimbau seit 13. Dezember 2002, 623 km², bei Arcoverde
- Fernando de Noronha Meerespark, seit 14. September 1988, 112,7 km²

### Alagoas
Schutzgebiete:
- Murici, seit 28. Mai 2001, 61,1643 km², bei Murici

### Sergipe
Nationalpark:
- Nationalpark Serra de Itabaiana seit 16. Juni 2005, 79,66 km², zwischen Itabaiana und Laranjeiras

### Bahia
Nationalparks:
- Abrolhos Meerespark, seit 6. April 1983, 280 km², bei Alcobaça und Caravelas
- Chapada Diamantina seit 17. September 1985, 1.520 km², bei Lençóis und Andaraí (Bahia)
- Nationalpark Descobrimento seit 20. April 1999, 211,29 km², bei Prado (Bahia)
- Monte Pascoal seit 29. November 1961, 225 km², bei Itamaraju
- Nationalpark Pau Brasil seit 20. April 1999, 115,38 km², bei Porto Seguro

Weitere Schutzgebiete:
- Serra do Conduru seit 21. Februar 1997, 89,4 km², zwischen Ilhéus, Uruçuca und Itacaré
- Sete Passagens seit 24. Mai 2000, 28,21 km², bei Miguel Calmon
- Pau Brasil seit 21. Februar 1997, 11,51 km², bei Porto Seguro
- Raso da Catarina seit 3. Januar 1983, 997,72 km² bei Paulo Afonso

### Bahia / Minas Gerais
Nationalpark:
- Grande Sertão Veredas seit 12. April 1989, 2.316,68 km², bei Formoso

## Mittelwesten

### Bundesdistrikt
Nationalpark:
- Nationalpark Brasília seit 29. November 1961, 28 km², in Brasília

Weitere Schutzgebiete:
- Águas Emendadas seit 16. Juni 1988, 105,47 km², bei Planaltina

### Goiás
Nationalparks:
- Nationalpark Emas seit 1. November 1974, 1.318,68 km², bei Mineiros
- Chapada dos Veadeiros seit 1. November 1961, 600 km², bei Alto Paraíso

Weitere Schutzgebiete:
- Altamiro de Moura Pacheco seit 3. Juli 1992, 41,23 km², bei Goiânia
- Serra de Caldas Novas seit 1970, 123 km², bei Caldas Novas
- Paraúna, 32,5 km²
- Staatspark Serra dos Pireneus, seit 1987, 28,3 km², bei Pirenópolis
- Terra Ronca seit 7. Juli 1989, 5.000 km², bei São Domingos

### Mato Grosso
Nationalpark:
- Nationalpark Chapada dos Guimarães seit 4. Dezember 1989, 330 km²

Weitere Schutzgebiete:
- Cristalino seit 9. Juni 2000, 1 849 km², bei Alta Floresta
- Serra de Santa Bárbara seit 23. August 1999, 1 200,92 km², zwischen Pontes e Lacerda und Porto Espiridião
- Serra das Araras seit 31. Mai 1982, 287 km², zwischen Cáceres und Barra dos Bugres
- Iquê seit 2. Juni 1981, 2 000 km², zwischen Vilhena und Juína
- Taimã seit 1981, 112 km², bei Cáceres
- Parque Estadual do Xingu seit 7. Dezember 2001, 962,88 km², Pufferzone für den Parque Indígena do Xingu

### Mato Grosso / Mato Grosso do Sul
Nationalpark:
- Nationalpark Pantanal Matogrossense seit 28. Mai 1971, 1350 km², zwischen Poconé und Corumbá

### Mato Grosso do Sul
Nationalpark:
- Nationalpark Serra da Bodoquena seit 21. September 2000, 764 km², bei Bonito

Weitere Schutzgebiete:
- Nascentes do Rio Taquari, seit 9. Oktober 1999, 306,18 km², bei Costa Rica (Mato Grosso do Sul)
- Várzeas do Rio Ivinhema, seit 17. Dezember 1998, 733 km², bei Naviraí
- Pantanal do Rio Negro, seit 5. Juni 2000, 783 km², zwischen Aquidauana und Corumbá

### Mato Grosso do Sul / Paraná
Nationalpark:
- Nationalpark Ilha Grande seit 30. September 1997, 788,75 km², bei Guaíra

## Südosten

### Espírito Santo
Nationalparks:
Weitere Schutzgebiete:
- Monumento Natural dos Pontões Capixabas seit 19. Dezember 2002, 174,92 km², bei Pancas
- Itaúnas seit 8. November 1991, 32 km²
- Parque Estadual da Pedra Azul seit 2. Januar 1991, 12,4 km²
- Paulo Cesar Vinha seit 5. Juni 1990, 15 km²
- Forno Grande seit 11. September 1998, 7,3 km²
- Cachoeira da Fumaça seit 24. August 1984, 0,27 km²

### Espírito Santo / Minas Gerais
Nationalpark:
- Nationalpark Caparaó seit 24. Mai 1961, 318,53 km²

### Minas Gerais
Nationalparks:
- Cavernas do Peruaçu seit 21. September 1999, 568 km², bei Januária
- Sempre-Vivas seit 13. Dezember 2002, 1.245,55 km², bei Diamantina
- Serra da Canastra seit 4. März 1972, 2.000 km², bei São Roque de Minas
- Nationalpark Serra do Cipó seit 3. Juli 1977, 310,1 km², bei Conceição do Mato Dentro

Weitere Schutzgebiete:
- Biribiri seit 22. September 1998, 169,9866 km², bei Diamantina
- Ibitipoca seit 4. Juli 1973, 14,88 km², bei Lima Duarte
- Itacolomi seit 14. Juni 1967, 75,43 km², bei Ouro Preto und Mariana
- Nova Baden seit 1974, 2,1447 km², bei Lambari
- Pico do Itambé seit 21. Januar 1998, 47 km², bei Serro
- Parque Estadual do Rio Doce seit 14. Juli 1944, 359,73 km², bei Timóteo
- Parque Estadual do Rio Preto seit 1. Juni 1994, 107,55 km², bei São Gonçalo do Rio Preto
- Serra do Brigadeiro seit 27. September 1996, 149,84 km², bei Muriaé
- Serra do Rola-Moça seit 27. September 1994, 39,41 km², bei Belo Horizonte

### Minas Gerais / Rio de Janeiro
Nationalpark:

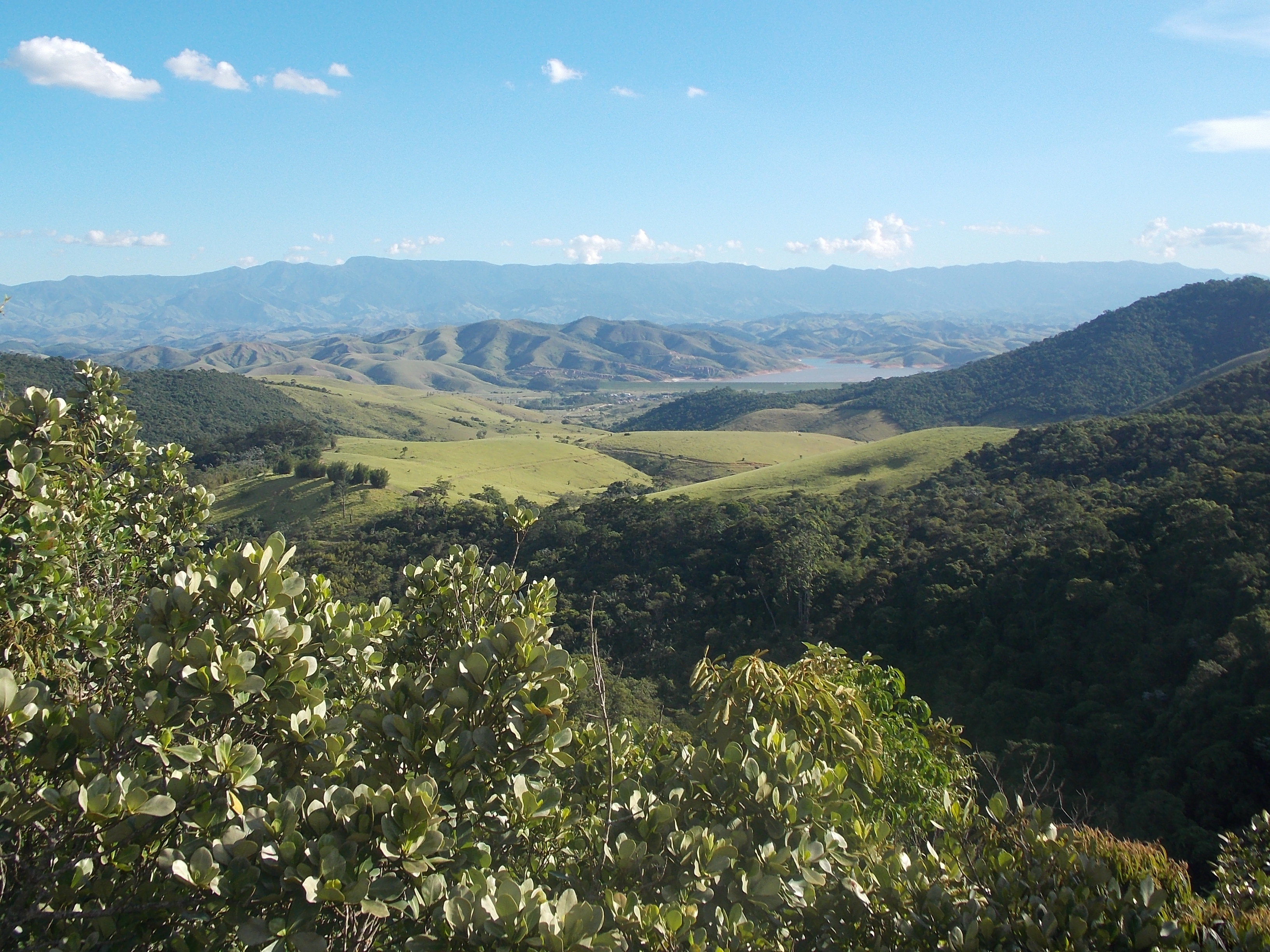
Nationalpark Itatiaia

- Nationalpark Itatiaia seit 14. Juni 1937, 300 km², zwischen Itatiaia und Itamonte

### Rio de Janeiro
Nationalparks:

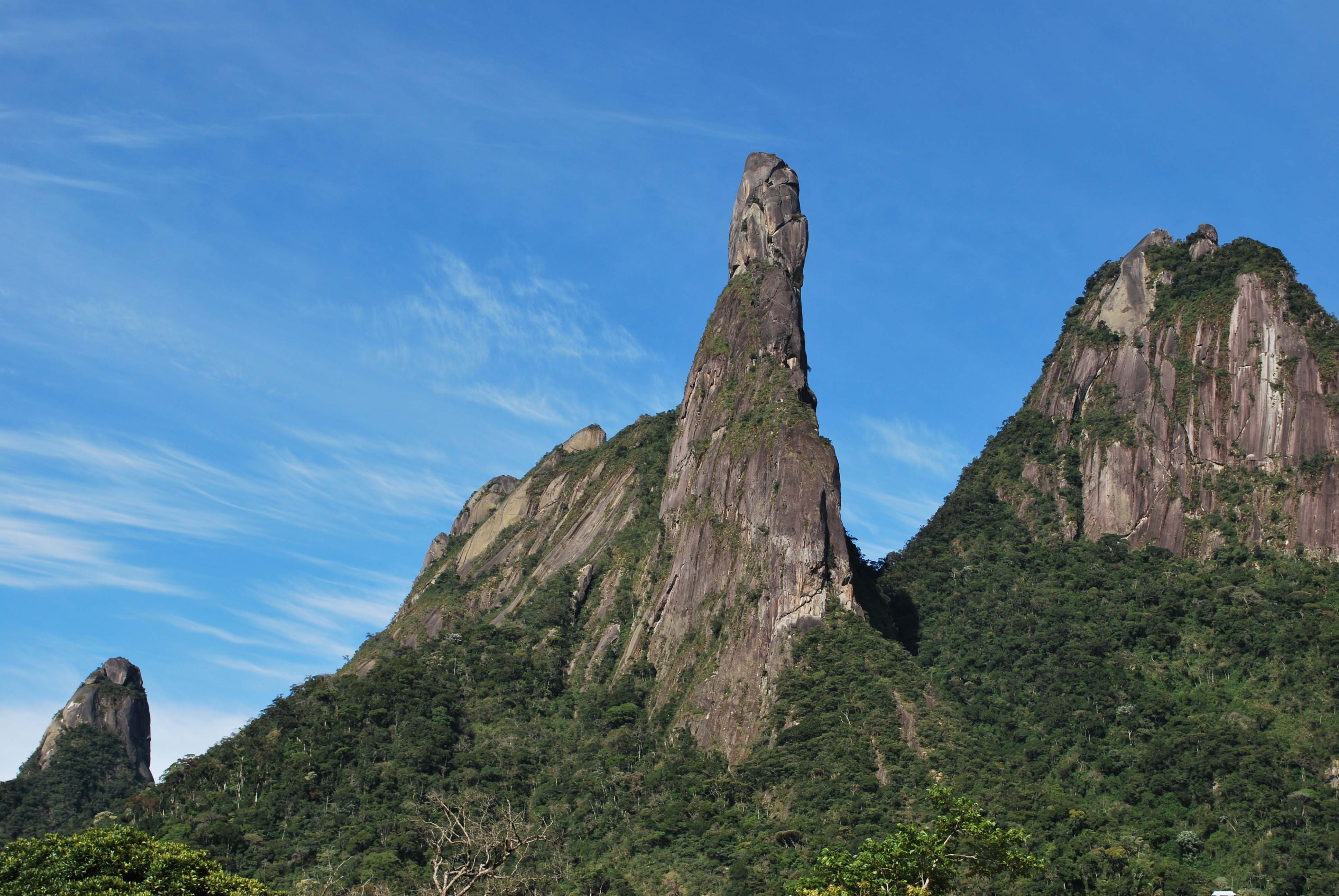
Serra dos Órgãos

- Nationalpark Restinga de Jurubatiba seit 29. April 1996, 148,6 km², bei Macaé
- Nationalpark Serra dos Órgãos seit 30. November 1939, 110 km², bei Teresópolis und Petrópolis
- Nationalpark Tijuca seit 7. Juni 1961, 32 km², in Rio de Janeiro

Weitere Schutzgebiete:
- Três Picos 463,5 km²
- Serra da Tiririca
- Paraty-Mirim
- Ilha Grande (Tamoios Schutzgebiet)
- Parque Estadual da Costa do Sol seit 14. April 2011, 98,4 km², bei Arraial do Cabo
- Parque Natural Municipal Bosque da Barra seit 3. Juni 1983 in Rio de Janeiro

### Rio de Janeiro / São Paulo
Nationalpark:

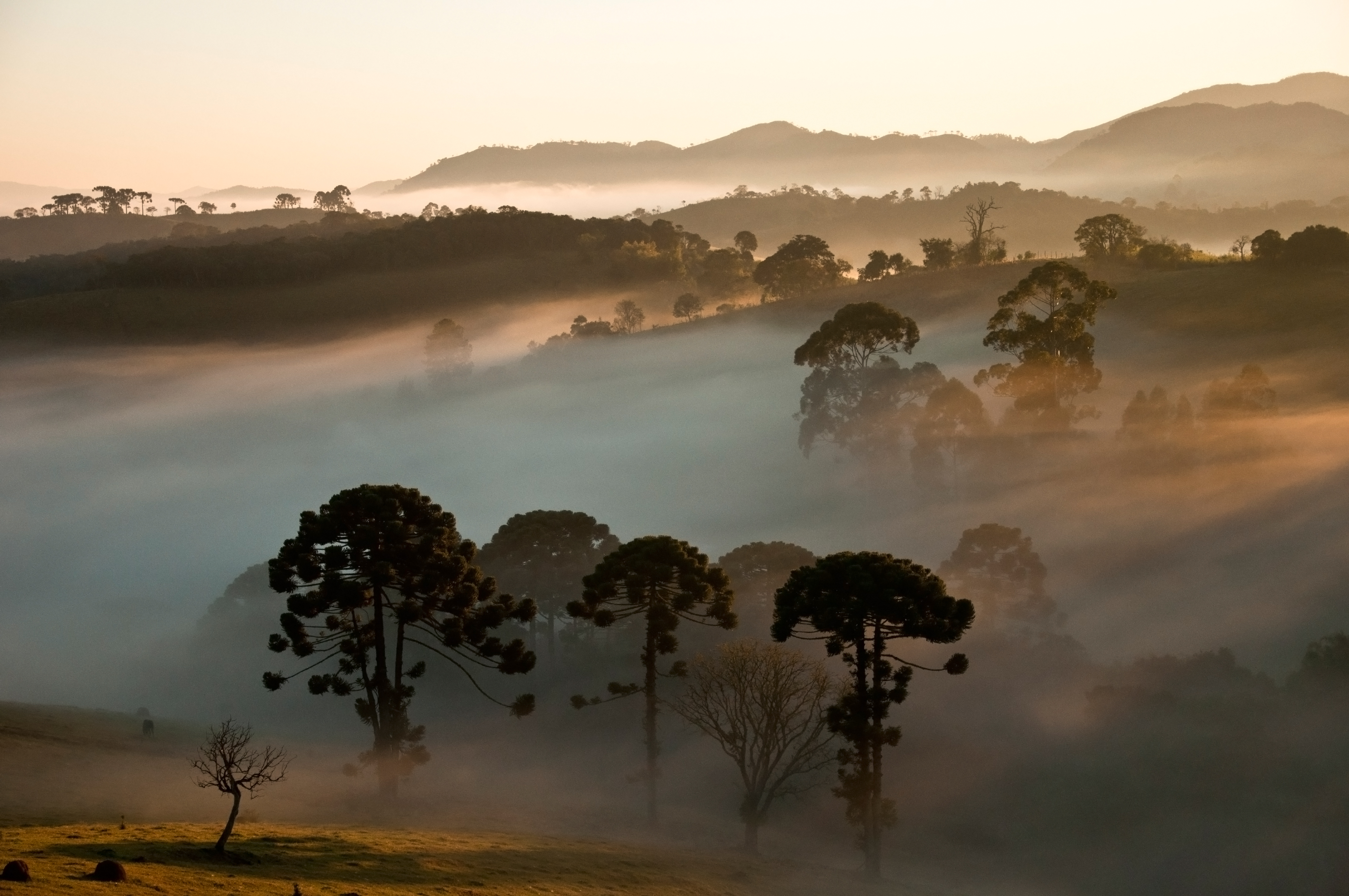
Serra da Bocaina

- Serra da Bocaina seit 1. November 1974, 1.318,68 km², zwischen Ubatuba, Cunha und Paraty

### São Paulo
Schutzgebiete:
- Cantareira 79,165 km²
- Parque Estadual Carlos Botelho 376,44 km²
- Ilha Anchieta seit 29. März 1977, 8,28 km²
- Ilha do Cardoso
- Ilhabela seit 20. Januar 1977, 270,25 km²
- Jacupiranga seit 8. August 1969, 1.500 km²
- Morro do Diabo seit 4. Juni 1986, 338,45 km²

## Süden

### Paraná
Nationalparks:

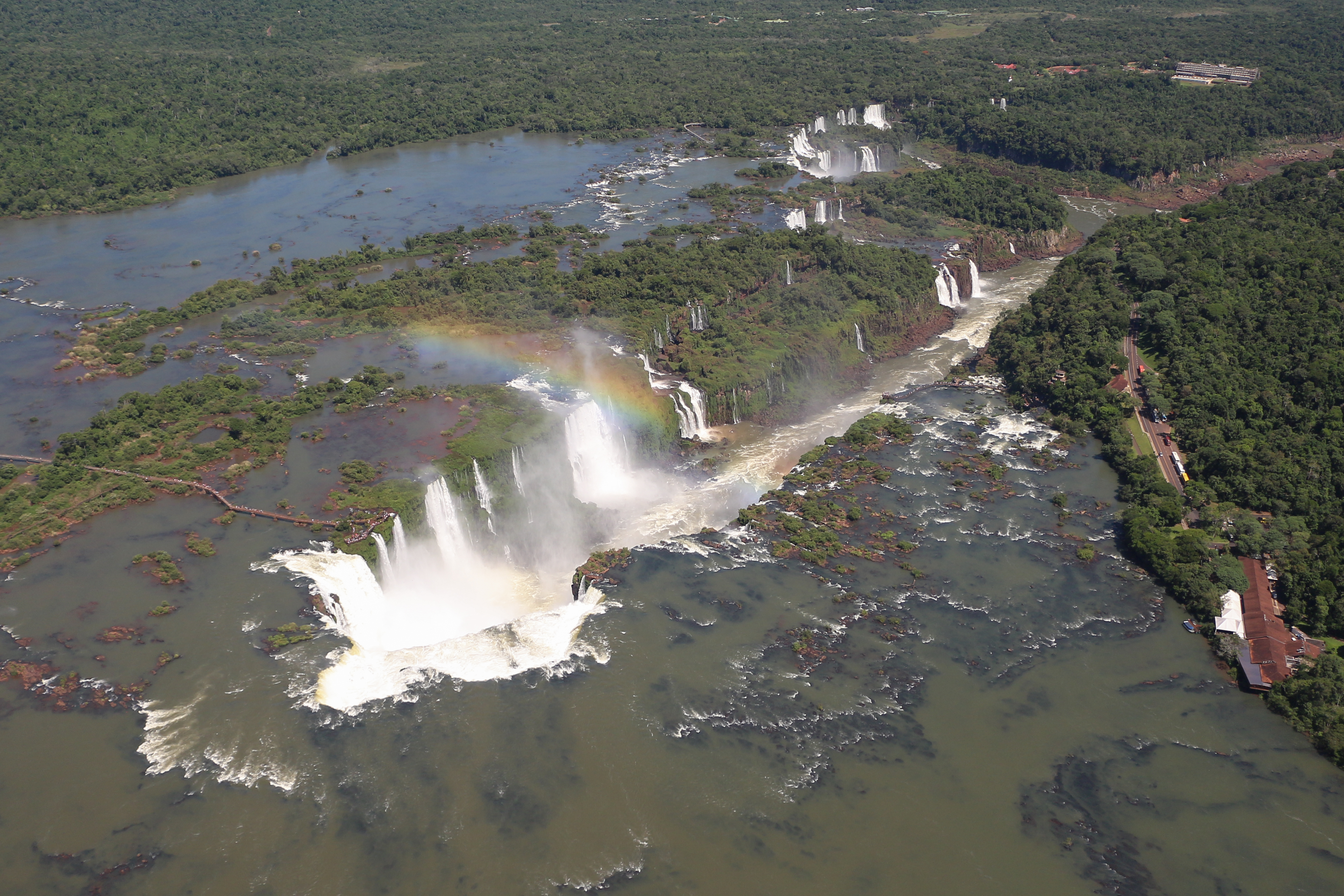
Iguaçufälle

- Nationalpark Iguaçu seit 10. Januar 1939, 1.700 km², bei Foz do Iguaçu
- Nationalpark Saint-Hilaire/Lange seit 23. Mai 2001, 245 km², bei Guaratuba und Paranaguá
- Superagüí seit 25. April 1989, 210 km², bei Guaraqueçaba
- Campos Gerais seit 23. März 2006, 212,88 km², bei Ponta Grossa

Weitere Schutzgebiete:
- Ilha do Mel
- Rio das Onças
- Serra da Baitaca
- Vila Velha 18 km²

### Santa Catarina
Nationalparks:
- Nationalpark São Joaquim seit 6. Juli 1961, 493 km², bei São Joaquim und Urubici
- Serra do Itajaí seit 4. Juni 2004, 573,74 km², bei Blumenau
- Nationalpark Araucárias seit 19. Oktober 2005, 128,41 km², bei Ponte Serrada und Passos Maia

Weitere Schutzgebiete:
- Serra do Tabuleiro
- Serra Furada seit 20. Juni 1980, 13,29 km²

### Santa Catarina / Rio Grande do Sul
Nationalparks:

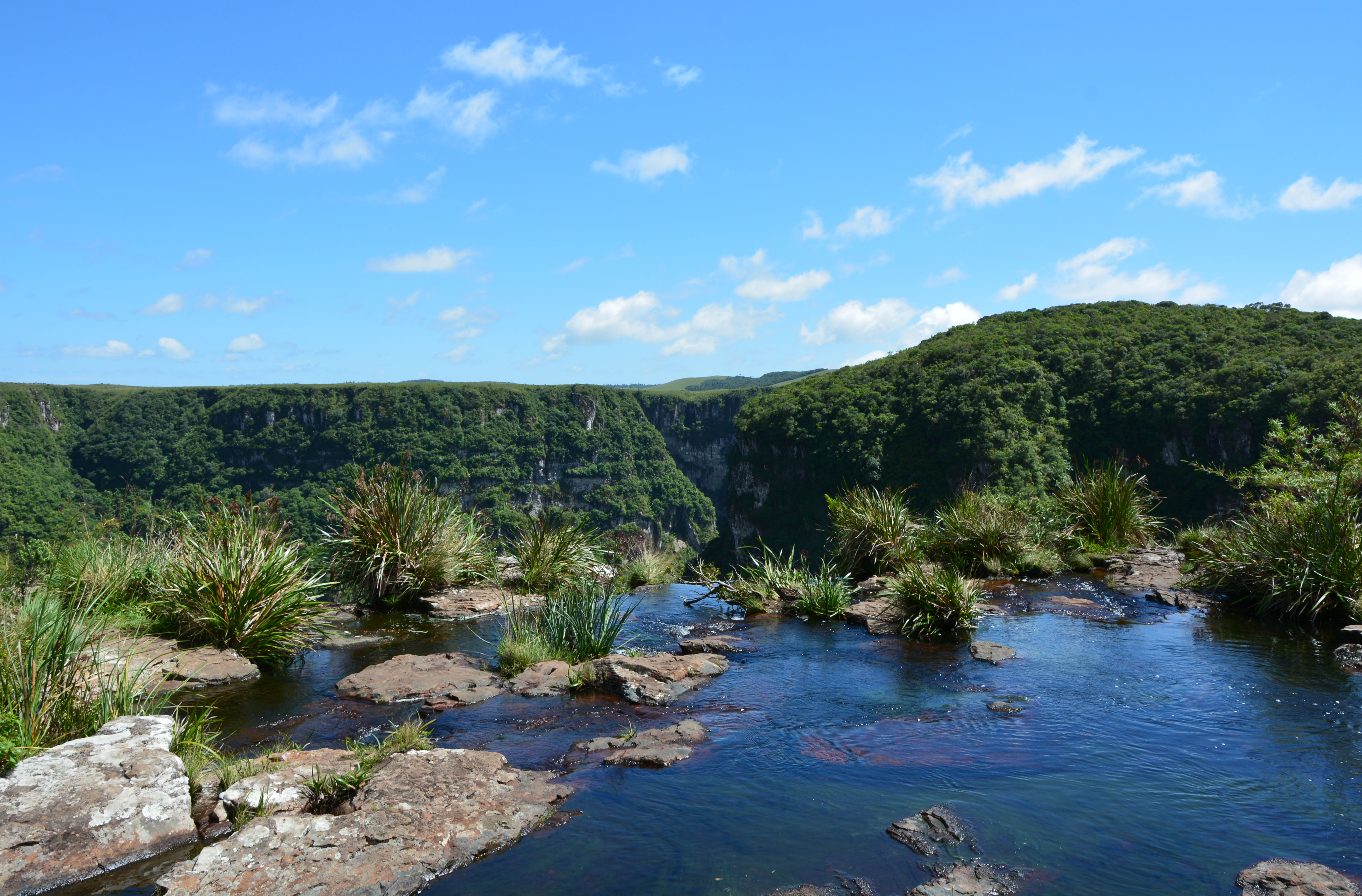
Aparados da Serra

- Aparados da Serra seit 7. Dezember 1959, 102,5 km², zwischen Cambará do Sul und Praia Grande (Santa Catarina)
- Serra Geral seit 20. Mai 1992, 173 km², zwischen São Francisco de Paula, Cambará do Sul und Praia Grande (Santa Catarina)

### Rio Grande do Sul
Nationalpark:
- Lagoa do Peixe seit 11. Juni 1986, 344 km², bei Tavares, Mostardas und São José do Norte

Weitere Schutzgebiete:
- Caracol seit 1. August 1973, 200 km², bei Canela
- Delta do Jacuí seit 14. Januar 1976, 172,45 km², bei Porto Alegre
- Espinilho seit 28. Februar 2002, 16,17 km², bei Barra do Quaraí
- Espigão Alto seit 10. März 1949, 13,319 km², bei Barracão
- Itapuã seit 14. Juli 1973, 55,665 km², bei Viamão
- Parque Estadual do Turvo seit 11. März 1947, 174,914 km², mit dem Längswasserfall Salto Yucumã, bei Derrubadas
- Taim seit 21. Juli 1987, 107,6463 km², bei Rio Grande
- Reserva Biológica do Ibirapuitã seit 10. Juni 1976, erweitert 1992, 3,51 km², bei Alegrete
- Wildschutzgebiet Banhado dos Pachecos seit 24. April 2002, 25,435 km², bei Viamão